# Matthäus Roritzer
Matthäus Roritzer (ca. 1435 - 1495) (aparece también como Mathes Roriczer) fue un arquitecto alemán e impresor del siglo XV que participó en numerosos proyectos en el sudeste de Alemania. Es conocido por haber sido escritor (junto con algunos otros miembros de su familia) de numerosos pequeños tratados sobre arquitectura medieval. Uno de los más conocidos trata sobre la construcción de pináculos y se titula: Büchlein von der Fialen Gerechtigkeit. Existe un retrato de Mateo Roritzer elaborado por Hans Holbein el Viejo. Hijo mayor del también constructor alemán: Konrad Roritzer. Muchos de estos tratados influyeron ideológicamente a los arquitectos del estilo gótico.

## Biografía
Se desconocen muchos detalles autobiográficos de Mateo. Se sabe que estuvo casado, y que su hija Martha en el año 1498 contrae matrimonio con el tallista de Ratisbona: Hans Prem. Es conocido que nace en una familia de constructores. Su formación técnica se realizó entre las ciudades de Núremberg y Ratisbona. Logra progresar a Maestro Mayor de Catedrales en Alemania. Siendo el encargado de la construcción de la Lorenzkirche (1462–1466), la catedral de Ratisbona, En 1486 publica un libreto titulado: Büchlein von der Fialen Gerechtigkeit, esta publicación divulga por primera vez secretos de la arquitectura medieval alemana.Frankl, Paul (1960). The Gothic: Literary Sources and Interpretations through Eight Centuries. Princeton, Nueva Jersey (EE. UU.): Princeton University Press. p. 916. Antes de la publicación de este libreto, los conocimientos sobre el alzado y diseño de catedrales se realizaba de forma verbal y secreta. Instrucciones similares pueden encontrarse en publicaciones de Hans Schmuttermayer de Núremberg.

## Obras
- (1486) Büchlein von der Fialen Gerechtigkeit; consiste en un tratado sobre pináculos
- (1486–90) Geometria deutsch; es un tratado de geometría clásica escrito en alemán, lo habitual en aquella época era escribirlo en latín.
- (1486–90) Wimpergbüchlein; tratado sobre tejados en forma de gobelas.